# Certers
Certers (prononcé en catalan : /sərˈtes/, et localement: /seɾˈtes/) est un village d'Andorre situé dans la paroisse de Sant Julià de Lòria, qui comptait 80 habitants en 2017.

## Géographie

### Localisation
Le village de Certers est situé à une altitude de 1 315 m. Comme Aixirivall, Auvinyà, Fontaneda, et Nagol, Certers fait partie des villages installés non pas au sein mais au dessus de la vallée du Gran Valira. La portion la plus basse de cette vallée, à proximité de la frontière espagnole, n'a en effet pas été élargie par les glaciers au cours des dernières glaciations et ne laisse donc pas l'espace nécessaire à l'installation d'un village.
Certers se trouve à 5,5 km au nord-est de Sant Julià de Lòria. Le village est accessible par la route CS-120 débutant à Sant Julià de Lòria et desservant également Nagol ainsi que Llumeneres.
Le GR-7 passe par Certers et permet d'atteindre la capitale Andorre-la-Vieille au nord ou de rejoindre le village de Llumeneres au sud.

### Climat
| Mois                              | jan. | fév. | mars | avril | mai  | juin | jui. | août | sep. | oct. | nov. | déc. | année |
| --------------------------------- | ---- | ---- | ---- | ----- | ---- | ---- | ---- | ---- | ---- | ---- | ---- | ---- | ----- |
| Température minimale moyenne (°C) | −2,7 | −2,5 | −0,4 | 1,6   | 5,3  | 9,1  | 11,5 | 11,3 | 8,2  | 5    | 0,8  | −1,7 | 3,8   |
| Température moyenne (°C)          | 2,4  | 3    | 5,8  | 7,2   | 10,9 | 15,2 | 18,3 | 17,8 | 14,3 | 10,1 | 5,8  | 3,2  | 9,6   |
| Température maximale moyenne (°C) | 7,7  | 9    | 12,1 | 13,2  | 17   | 21,3 | 25,5 | 25,2 | 21,3 | 16,2 | 11,2 | 8,2  | 15,7  |
| Précipitations (mm)               | 55,3 | 30,7 | 42,9 | 79    | 98   | 88,8 | 64,9 | 83,4 | 86,2 | 82,9 | 86,6 | 68   | 866,8 |

## Démographie
La population de Certers était estimée en 1838 à 50 habitants et à 70 habitants en 1875.

### Époque contemporaine
| 1984 | 1985 | 1986 | 1987 | 1988 | 1989 | 1990 | 1991 | 1992 |
| ---- | ---- | ---- | ---- | ---- | ---- | ---- | ---- | ---- |
| 23   | 22   | 24   | 23   | 29   | 36   | 35   | 35   | 39   |

| 1993 | 1994 | 1995 | 1996 | 1997 | 1998 | 1999 | 2000 | 2001 |
| ---- | ---- | ---- | ---- | ---- | ---- | ---- | ---- | ---- |
| 42   | 48   | 47   | 57   | 64   | 66   | 63   | 59   | 64   |

| 2002 | 2003 | 2004 | 2005 | 2006 | 2007 | 2008 | 2009 | 2010 |
| ---- | ---- | ---- | ---- | ---- | ---- | ---- | ---- | ---- |
| 64   | 66   | 69   | 64   | 72   | 78   | 78   | 73   | 73   |

| 2011 | 2012 | 2013 | 2014 | 2015 | 2016 | 2017 | - | - |
| ---- | ---- | ---- | ---- | ---- | ---- | ---- | - | - |
| 70   | 73   | 79   | 79   | 74   | 75   | 80   | - | - |

## Toponymie
On retrouve également les formes Serters et Certés. D'après le linguiste catalan Joan Coromines le toponyme Certers est d'origine pré-romane bascoïde provenant de zarta qui signifie « pousse » ou « branche »,. Batlle y voit lui une déformation du basque lurte signifiant « glissement de terrain » et ajoute que les traces d'un ancien glissement de terrain sont visibles près du village.

## Patrimoine
À l'entrée du village se trouve la source de Certers dont l'eau s'écoule d'une pierre circulaire taillée et gravée de la date 1877.